# يحيى بن سعيد الأنطاكي
يحيى بن سعيد الأنطاكي (بالإنجليزية: Yahya of Antioch) (و. 975 – 1066 م) هو مؤرخ
توفي عن عمر يناهز 91 عاماً.